# 塞尔克 (加来海峡省)
塞尔克（法語：Serques，法語發音：[sɛʁk]）是法国上法蘭西大區加来海峡省的一个市镇，属于圣奥梅尔区。

## 地理
塞尔克（50°47'38"N, 2°12'4"E）面积10.43 平方千米，位于法国上法蘭西大區加来海峡省，该省份为法国北部沿海省份，西北濒北海，南至索姆省，东临北部省。
与塞尔克接壤的市镇（或旧市镇、城区）包括：乌勒、圣莫姆兰、瓦特、莫兰盖姆、穆勒、圣奥梅尔、蒂尔克、聚多斯克。

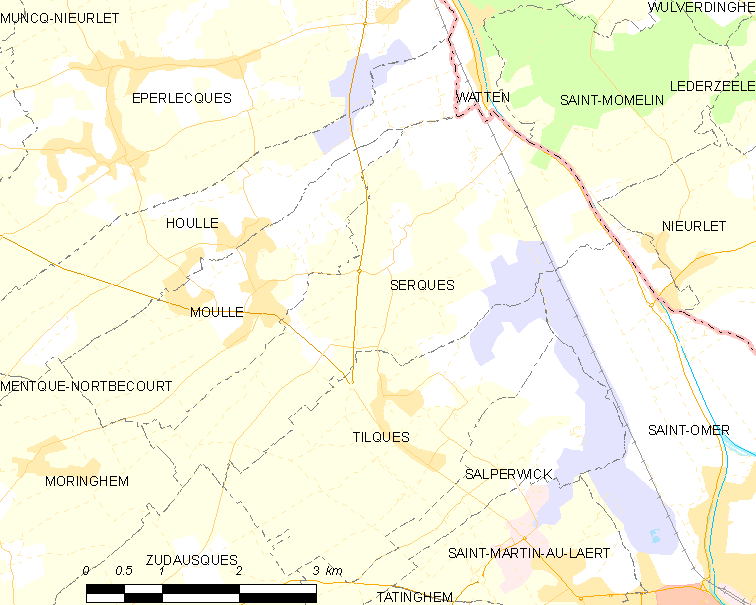
的OSM定位图

塞尔克的时区为UTC+01:00、UTC+02:00（夏令时）。

## 行政
塞尔克的邮政编码为62910，INSEE市镇编码为62792。

## 政治
塞尔克所属的省级选区为圣奥梅尔县。

## 人口

1962-2008年间人口变化图示

塞尔克于2022年1月1日时的人口数量为1178人。